# August Becker (SS)
Pour les articles homonymes, voir August Becker et Becker.
August Becker, né le 17 août 1900 à Staufenberg (Hesse), mort le 31 décembre 1967, est un chimiste allemand et un officier Obersturmbannführer SS. Il est un des responsables de la conception et la mise au point des camions à gaz utilisés pendant l'invasion de l'URSS en 1941-1942.

## Biographie
Il est né dans le Land de Hesse. Il est le fils d'un propriétaire d'usine. Il rejoint l'armée allemande vers la fin de la Première Guerre mondiale. Il étudie la chimie et la physique à l'université de Giessen. En septembre 1930, il adhère au parti nazi et en février, il intègre la SS. En 1933, il obtient un doctorat en chimie. De 1933 à 1935, il reste comme assistant à l'université. De février à avril 1934, il travaille dans le bureau de la Gestapo à Giessen, jusqu'en 1935.
De mai 1935 à février 1938, il est affecté au régiment SS « Germania » à Bad Arolsen où il atteint le grade de SS-Oberscharführer. Il est transféré jusqu'à décembre 1939 au RSHA à Berlin dans le bureau VI (AMT VI) où il s'occupe des applications de l'encre invisible.

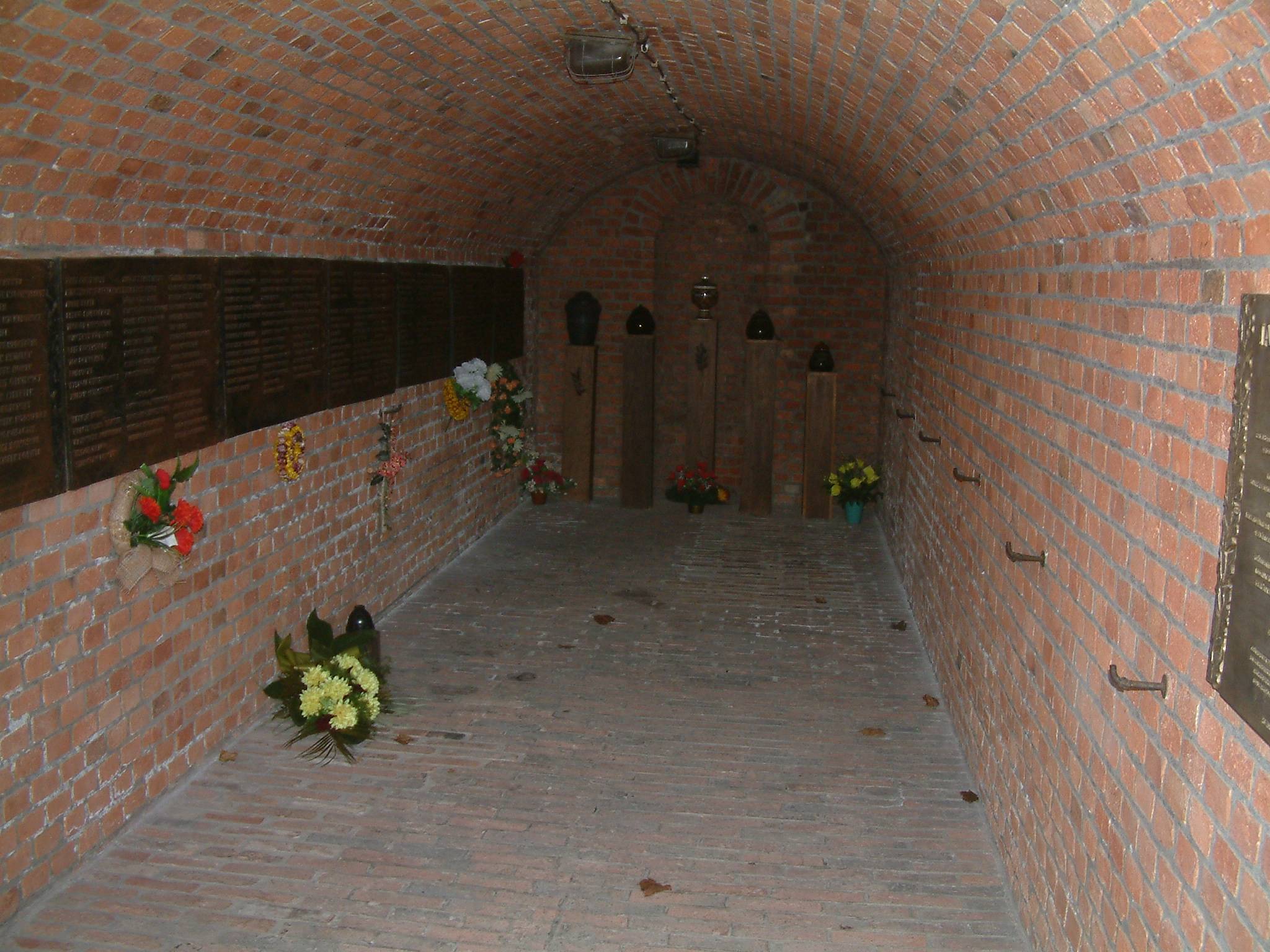
Chambre à gaz expérimentale au Fort VII

En octobre 1939, il fait construire une chambre à gaz expérimentale dans le Fort VII, à Poznań, et y pratique des expériences de mise à mort sur des malades avec l'oxyde de carbone et le Zyklon B . En décembre 1939, il est convoqué par Viktor Brack dans son bureau où, d'une part, il l'informe qu'il est sur ordre d'Heinrich Himmler rattaché à la Chancellerie du Reich et que d'autre part, il reçoit la mission de mettre sur pied un programme d'euthanasie qui vise les handicapés et malades mentaux. Le nom de code de ce programme est « Aktion T4 ». Chargé de l'approvisionnement en bouteilles d'oxyde de carbone, il apportait des modifications comme l'ajout de manomètres et de fermeture à vis pour les rendre plus opérationnelles. 
Avec Helmut Kallmeyer et Albert Widmann, il est l'un des trois chimistes principalement impliqués dans le Aktion T4. Ces hommes, habitués à l'utilisation du gaz et des poisons, fournirent des services professionnels essentiels pour la réussite de ces meurtres,.
Il participe au premier « test », le gazage de 18 à 20 détenus malades mentaux dans une ancienne prison de Brandebourg. Il est appelé « Becker rouge. » Une zone qui ressemble à une salle d'eau avec douche a été aménagé, environ 3 mètres par 5 mètres, avec un plafond d'environ trois mètres de haut. Un tuyau placé autour des murs de la salle, et dans le tuyau, il y avait de petits trous, d'où le gaz de monoxyde de carbone était diffusé. Les bouteilles de gaz se tenaient dehors de la surface et ont déjà été fixés à la conduite d'alimentation. Le montage de l'usine a été accompli par un mécanicien du bureau SS- principale de Berlin. La porte d'entrée étanche aux gaz inclut une porte d'observation par laquelle ils pouvaient observer le cours du gazage.
Selon Becker, les victimes n'ont pas montré des signes d'agitation. Il a regardé à travers la porte d'observation. Après environ une minute, les victimes se prosternèrent et se posèrent sur les autres. Après cinq minutes, la zone a été aérée. À ce stade, en utilisant des brancards spécialement conçus, les SS ont effacé les corps hors de la région et les ont emmenés dans des incinérateurs.
Le gazage de Brandebourg, ainsi que les gazages de malades mentaux polonais que le SS-Sonderkommando avait menés dans la chambre à gaz durant l'automne 1939 à Posen, a conduit à la spécification que les victimes du T4 devraient également être tués avec CO gaz. Becker a été affecté à instruire les médecins, qui devaient mettre en place six «instituts» pour le gazage, le premier se situait à Grafeneck.
En octobre 1941, il est rattaché à l'AMT II du RSHA sous les ordres de Friedrich Pradel. En décembre 1941, August Becker est mis à la disposition du « Kriminaltechnische Institut » (Institut de technique criminelle) conformément au souhait d'Himmler de voir les « spécialistes du gazage affectés à des opérations de grande envergure à l'Est ».

En mai 1942 en tant que délégué du RSHA depuis décembre 1941 pour l'inspection et le contrôle de l'emploi des « gaswagen » à l'Est, il adresse un rapport détaillé à Walter Rauff sur les problèmes concernant l'utilisation des camions à gaz, notamment le processus de mise à mort : 

« le gazage n'est pas effectué comme il devrait. Dans le but d'en finir le plus vite possible, le conducteur appuie au maximum sur l'accélérateur. Ce faisant, les individus meurent d'asphyxie au lieu de mourir par perte de conscience comme prévu. Mes instructions ont à présent démontré que, par un ajustement adéquat des leviers, la mort survient plus rapidement et les prisonniers s'endorment calmes. Visages convulsés et excréments ne surviennent plus, comme c'était le cas auparavant »

Il est déchargé de cette mission puis officie dans une centrale d'approvisionnement de produits agricoles dans les territoires occupés à l'Est puis au Bureau de la défense extérieure (Auslandabwehr) au RSHA.  En 1943, il est promu au grade de lieutenant-colonel (SS- Obersturmbannführer). Il est arrêté par les alliés, jugé et condamné à trois ans de prison en tant que membre de la SS. Il travaille ensuite dans le commerce de la nourriture pour animaux puis dans le secteur de la construction. En 1959, il a subi un accident vasculaire cérébral et a déménagé dans une maison de soins dans la ville haute de Hesse de Laubach.
Une procédure judiciaire est ouverte en 1959 par le procureur public de Stuttgart contre Becker et Albert Widmann chef du KTI pour crimes de guerre. August Becker est condamné à dix ans de prison. Il est libéré en juillet 1960 pour raison médicale et admis dans une maison de santé à Butzbach. Très affaibli moralement et physiquement à la fin de sa vie, il meurt le 31 décembre 1967.